# Distretto di Brzeziny
Il distretto di Brzeziny (in polacco powiat brzeziński) è un distretto polacco appartenente al voivodato di Łódź.

## Geografia antropica

### Suddivisioni amministrative
Il distretto comprende 5 comuni.
- Comuni urbani: Brzeziny
- Comuni rurali: Brzeziny, Dmosin, Jeżów, Rogów